# Kloster Kizlar

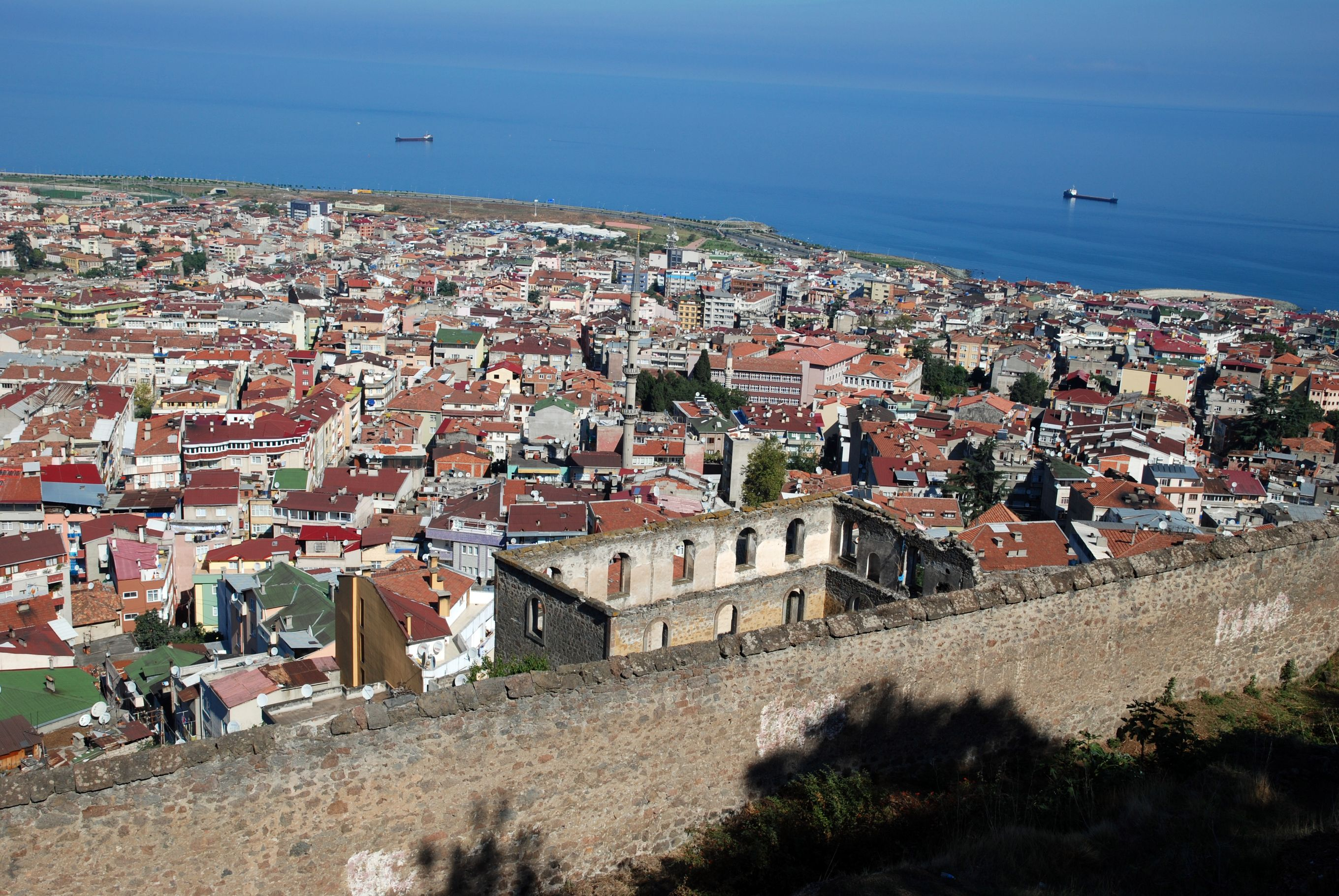
Ansicht auf das Kloster

Panagia Theoskepastos (Παναγία Θεοσκέπαστος, deutsch „Panagia die Gottgehütete“), heute Kloster Kızlar (türkisch Kızlar Monastırı, deutsch „Jungfrauenkloster“) bei Trabzon, Türkei, ist ein ehemaliges griechisch-orthodoxes Frauenkloster aus byzantinischer Zeit.

## Lage
Das Kloster liegt auf dem Nordhang des Boztepe, eines 244 m hohen Hügels einige Kilometer südlich von Trabzon mit Blick auf die Stadt in der Nähe der Klöster Vazelon und Sumela, ebenfalls am Fluss Altındere.

## Geschichte
Das Kloster wurde während der Herrschaft von Alexios III. (1349–1390) gegründet und wurde mehrfach verändert, zuletzt im 19. Jh.
Neuere Ausgrabungen am Kloster Kizlar belegen, dass die Seldschuken Trabzon erreicht hatten. Bei den gleichen Ausgrabungen fand man Teile eines menschlichen Skeletts aus dem 18. Jh. v. Chr. Das ganze Kloster soll nach Beendigung der Ausgrabungen restauriert werden.

## Gebäude
Auf zwei Ebenen gelegen ist das Gelände von einer Mauer umgeben. Bei der Kirche handelt es sich um eine Höhlenkirche, die mit reichen Fresken versehen ist. Darin befindet sich eine Quelle mit „heiligem Wasser“. Daneben gibt es noch Gebäude mit Mönchszellen.

## Fresken
In der Kirche befinden sich unter anderem Fresken mit Darstellungen von Alexios III., seiner Frau Theodora und seiner Mutter Eirene.